# MC Ride
Stefan Corbin Burnett (Sacramento, California; 10 de mayo de 1978), conocido por su nombre artístico MC Ride, es un rapero, vocalista y pintor estadounidense, miembro del grupo de hip-hop experimental Death Grips.
Antes de ser conocido como MC Ride, Burnett ha usado los apodos Mxlplx y Fyre. En su música e interpretaciones en vivo, Burnett proyecta una imagen agresiva y transgresora, pero en realidad, es descrito como alguien introvertido o muy reservado por su compañero Zach Hill. Esto se aprecia en algunas entrevistas, donde muy raramente habla. 
Stefan Burnett también se dedica a la pintura. Antes de Death Grips formó un grupo llamado Fyre con otros dos raperos, “Young G” y “Swank Daddy”.

## Carrera
En 2010 formó el grupo Death Grips con Zach Hill, quien era su vecino y un famoso y connotado baterista (que formaba parte del grupo de noise y math rock Hella). Hill introdujo a Andy Morin al naciente grupo.  
Death Grips experimenta con distintos géneros musicales como heavy metal, rock, punk, noise, electrónica, rap, entre otros. El trío comenzó a trabajar en material en marzo de 2011 y lanzó su primer EP homónimo. Luego de un mes, lanzaron su primer mixtape llamado Exmilitary, el cual tuvo buenas críticas y se hizo popular muy rápidamente, y como consecuencia obtuvieron un contrato discográfico con Epic Records. En 2012, lanzaron su primer álbum de larga duración The Money Store. Ese mismo año, el grupo publicó por sus propios medios el álbum No Love Deep Web, sin permiso de la compañía, por consecuencia terminaron el contrato con Epic Records. En 2013 lanzaron su tercer álbum Government Plates.  
En 2014 lanzaron el álbum llamado Niggas on the Moon, de su doble LP The Powers that B. El mismo año en la página de Facebook del grupo anunciaron su separación con la imagen de un mensaje escrito en una servilleta: “Nosotros estamos en nuestro mejor momento, entonces Death Grips se ha terminado. Hemos oficialmente terminado. Todas las fechas agendadas han sido canceladas. Nuestro próximo doble álbum The Powers That B será lanzado mundialmente luego este año vía Harvest/Third Worlds Records. Death Grips fue y siempre ha sido una exhibición de arte conceptual anclado por sonido y visión. Mucho más allá de una banda. Para nuestros verdaderos fans, por favor sigan siendo leyendas.” En 2015 el grupo volvió a aparecer con un álbum instrumental llamado Fashion Week y el mismo año lanzaron Jenny Death, el segundo disco de The Powers That B.
El grupó despu̟es publicó Interview 2016 otro álbum instrumental. Ese mismo año lanzaron un nuevo álbum Bottomless Pit. En 2017 el trío grabó un nuevo EP Steroids (Crouching Tiger Hidden Gabber Megamix), una mezcla de 8 canciones en 22 minutos. En 2018 lanzaron su sexto álbum Year of the Snitch.

## Vida personal
Burnett es reconocido por ser una parte fundamental del grupo: "todo es debido a su voz y su interpretación, parece que sus cuerdas vocales nunca se cansan". También se menciona que tiende a no detenerse en sus versos oscuros y crudos, los cuales tocan temas como lujuria, drogas, abuso de poder y agitación política, y reparte sus versos de la manera más agresiva, combinado con la producción del grupo, que hace que su voz tenga un sonido más poderoso. En una entrevista, MC Ride menciona que no se inspira en otras personas, si no que él se inspira a sí mismo con sus luchas internas más que con logros humanos.